# Anodorhynchus
Anodorhynchus Spix, 1824 è un genere della famiglia degli Psittacidi.
Comprende alcune grandi are di colore azzurro originarie delle regioni aperte e semi-aperte del Sudamerica centrale e orientale. Delle tre specie che costituiscono il genere, due sono in pericolo e un'altra forse è già estinta. Alcuni studiosi, inoltre, sulla base di testimonianze molto scarse, ipotizzano che in passato esistesse anche una quarta specie ormai scomparsa. Con una lunghezza di circa 100 cm, l'ara giacinto è il più lungo pappagallo del mondo. Tutte e tre le specie si nutrono soprattutto delle noci di poche specie di palme (soprattutto Acrocomia aculeata, Attalea phalerata, Butia yatay e Syagrus coronata).

## Tassonomia
Il genere Anodorhynchus  comprende tre specie riconosciute:
- Anodorhynchus glaucus (Vieillot, 1816) - ara glauca
- Anodorhynchus hyacinthinus (Latham, 1790) - ara giacinto
- Anodorhynchus leari Bonaparte, 1856 - ara indaco

Oltre a queste tre specie ricordiamo anche il cosiddetto 'Oné Couli (Anodorhynchus purpurascens), descritto da Rothschild e illustrato nel suo libro Extinct Birds, pubblicato nel 1907; le prove a sostegno dell'esistenza di questa ipotetica specie estinta, comunque, sono veramente ridotte. In assenza di esemplari da osservare, Rothschild descrisse e classificò questa ara come specie separata sulla base di testimonianze inerenti ad are di colore viola che in passato vivevano sull'isola di Guadalupa; tuttavia, questi uccelli erano probabilmente are giacinto importate dal Sudamerica continentale.
| Anodorhynchus                             | Anodorhynchus | Anodorhynchus | Anodorhynchus                      |
| Nome comune e scientifico                 | Immagine      | Descrizione | Areale                             |
| ----------------------------------------- | ------------- | --- | ---------------------------------- |
| Ara glauca (Anodorhynchus glaucus)        |               | Lunga 70 cm, è ricoperta da un piumaggio di color azzurro-turchese ed ha una grossa testa grigiastra. Ha coda lunga ed un grosso becco. Ha un anello perioculare nudo e due caruncole a forma di mezzaluna ai lati della mandibola di colore giallo.                       | Sudamerica (probabilmente estinta) |
| Ara giacinto (Anodorhynchus hyacinthinus) |               | Lunga 100 cm, ha un'apertura alare di 120–140 cm. È quasi completamente azzurra: solo la regione sotto le ali è nera. Ha un grosso becco nero con due caruncole color giallo brillante lungo i lati della parte inferiore del becco e anelli perioculari anch'essi gialli. | Sudamerica                         |
| Ara indaco (Anodorhynchus leari)          |               | Lunga 70 cm, ha il piumaggio quasi interamente azzurro, ma la testa è un po' più chiara. Ha una zona di pelle nuda di color giallo chiaro alla base del becco e anelli perioculari giallo-arancio. Ha un grosso becco nerastro.                                            | Brasile                            |